# Batchenga
Batchenga es una comuna camerunesa perteneciente al departamento de Lekié de la región del Centro.
En 2005 tiene 9303 habitantes, de los que 3308 viven en la capital comunal homónima.
Se ubica sobre la carretera N1, unos 50 km al norte de la capital nacional Yaundé. Su territorio está delimitado al norte por el río Sanaga.

## Localidades
Comprende la ciudad de Batchenga y las siguientes localidades:
- Biyaga
- Ebang-Minala
- Elon
- Emana-Benyada
- Famenassi
- Mebassa
- Nachtigal
- Nalassi
- Ndji
- Nkolkpali
- Nkolmekok
- Olembe
- Otibili